# Pyura breviramosa
Pyura breviramosa är en sjöpungsart som först beskrevs av Sluiter 1904.  Pyura breviramosa ingår i släktet Pyura och familjen lädermantlade sjöpungar. Inga underarter finns listade i Catalogue of Life.